# Provincia Phitsanulok
Phitsanulok (în thailandeză พิษณุโลก) este o provincie (changwat) din Thailanda. Situată în regiunea de Nord, provincia Phitsanulok are în componența sa 9 districte (amphoe), 93 de sub-districte (tambon) și 993 de sate (muban). 
Cu o populație de 843.841 de locuitori și o suprafață totală de 10.815,8 km2, Phitsanulok este a 29-a provincie din Thailanda ca mărime după numărul populației și a 16-a după mărimea suprafeței.